# 45 lat
45 lat (ang. 45 Years) – brytyjski melodramat z 2015 roku w reżyserii i według scenariusza Andrew Haigha. Scenariusz oparto na opowiadaniu In Another Country autorstwa Davida Constantine'a. Zdjęcia do filmu powstały w Norwich.
Światowa premiera filmu miała miejsce 6 lutego 2015 roku w konkursie głównym podczas 65. MFF w Berlinie. Na festiwalu tym Charlotte Rampling i Tom Courtenay zdobyli nagrody Srebrnego Niedźwiedzia dla najlepszej aktorki i aktora za swoje ekranowe kreacje.

## Obsada
- Charlotte Rampling jako Kate Mercer
- Tom Courtenay jako Geoff Mercer
- Geraldine James jako Lena
- Dolly Wells jako Charlotte
- David Sibley jako George
- Sam Alexander jako Listonosz Chris
- Richard Cunningham jako Pan Watkins

## Nagrody i nominacje
65. Międzynarodowy Festiwal Filmowy w Berlinie
- nagroda: Srebrny Niedźwiedź dla najlepszej aktorki − Charlotte Rampling
- nagroda: Srebrny Niedźwiedź dla najlepszego aktora − Tom Courtenay
- nominacja: Złoty Niedźwiedź − Andrew Haigh

88. ceremonia wręczenia Oscarów
- nominacja: najlepsza aktorka pierwszoplanowa − Charlotte Rampling

69. ceremonia wręczenia nagród Brytyjskiej Akademii Filmowej
- nominacja: najlepszy film brytyjski

28. ceremonia wręczenia Europejskich Nagród Filmowych
- nagroda: Najlepsza Europejska Aktorka − Charlotte Rampling
- nominacja: Najlepszy Europejski Aktor − Tom Courtenay
- nominacja: Najlepszy Europejski Scenarzysta − Andrew Haigh

20. ceremonia wręczenia Satelitów
- nominacja: najlepsza aktorka filmowa − Charlotte Rampling